# Horst Dannat
Horst Dannat (* 3. August 1934 in Kingitten) ist ein ehemaliger Funktionär der Sozialistischen Einheitspartei Deutschlands (SED) in der Deutschen Demokratischen Republik (DDR). Er war von 1984 bis 1990 Generaldirektor des Reisebüros der DDR.

## Leben
Dannat, Sohn eines Bauern, ging nach dem Abschluss der Mittelschule 1950 in die Lehre als Maschinenschlosser und arbeitete bis 1954 in Burg in diesem Beruf. 1949 trat er in die Freie Deutsche Jugend (FDJ) ein und war deren Funktionär im VEB Walzwerk Burg.
Von 1954 bis 1956 studierte Dannat an der Jugendhochschule „Wilhelm Pieck“ am Bogensee. 1956 trat er in die SED ein und wurde Instrukteur der Bezirksleitung der FDJ in Magdeburg und war gleichzeitig bis 1960 Erster Sekretär der FDJ-Kreisleitung und Kandidat des Büros der SED-Kreisleitung in Gardelegen.
1960/61 studierte Dannat an der Zentralschule des Bulgarischen Komsomol „Georgi Dimitroff“ in Sofia und war dann bis 1969 Mitarbeiter, später stellvertretender Abteilungsleiter und schließlich Leiter des Büros des Sekretariats des Zentralrats der FDJ in Ostberlin.
Von 1969 bis 1972 studierte Dannat an der Parteihochschule „Karl Marx“ der SED und erwarb das Diplom in Gesellschaftswissenschaften. 1973 wurde er stellvertretender Direktor des Jugendreisebüros Jugendtourist. 1979 wurde er Stellvertreter, 1982 1. Stellvertreter des Generaldirektors und 1984, als Nachfolger von Helmut Heinecke, Generaldirektor des VEB Reisebüro der DDR und blieb dies bis zur Auflösung des Unternehmens 1990.
Nach der Umwandlung des Reisebüros der DDR in eine GmbH unter dem Namen Europäisches Reisebüro am 1. Juni 1990 wurde er Hauptgeschäftsführer. Gesellschafter war zu hundert Prozent die Treuhandanstalt.
Dannat ist Mitglied der Gesellschaft zum Schutz von Bürgerrecht und Menschenwürde (GBM), einer Vereinigung ehemaliger Funktionäre, darunter viele ehemalige Angehörige des Ministeriums für Staatssicherheit (MfS), Künstler und Wissenschaftler der DDR, dem Kritiker wiederholt Geschichtsklitterung und Geschichtsrevisionismus vorwarfen. Er lebt in Berlin.

## Ehrungen
- 1977 Vaterländischer Verdienstorden in Bronze (DDR)[3]